# Tillbaka till Eden
Tillbaka till Eden (original: Return to Eden) är en australisk TV-serie från 1983, skapad av Michael Laurence. Seriens tre avsnitt visades i SVT1 i mars 1985.

## Handling
Arvingen Stephanie Harper har nästan blivit dödad av sin make, tennisstjärnan Greg Marsden, som för övrigt har ihop det med Jilly (Stephanies väninna), och sargats svårt av en krokodil. Men efter att ha behandlats av en plastikkirurg och antagit en ny identitet är hon redo för hämnd.

## Rollförteckning i urval
- Rebecca Gilling – Stephanie Harper & Tara Welles
- James Reyne – Greg Marsden
- Wendy Hughes – Jilly Stewart
- James Smillie – Dan Marshall